# Veldhuizen (buurtschap Utrecht)
Met de buurtschap Veldhuizen in de provincie Utrecht wordt het oostelijk deel van de buurtschap Reijerscop bedoeld. Reijerscop ligt aan een weg die ook de naam Reijerscop draagt. Deze begint even ten zuiden van het viaduct van de A12 over de Meerndijk bij De Meern, loopt naar het westen over een lengte van ruim 5 km en eindigt ten zuiden van Harmelen. Het westelijk deel van deze weg (ongeveer 3 km) ligt in Harmelen (gemeente Woerden); het oostelijke deel ligt in De Meern (gemeente Utrecht). De enkele tientallen woningen en andere gebouwen staan verspreid over de gehele 5 km lange buurtweg; het is niet te zien waar de weg overgaat van de ene naar de andere gemeente. 
Tot en met 1953 lag het oostelijk deel van Reijerscop in de gemeente Veldhuizen, wat de naam 'Veldhuizen' voor dit deel van Reijerscop verklaart. Thans wordt in officiële stukken de hele buurtschap, dus ook het oostelijke deel, 'Reijerscop' genoemd. De beweegreden hiervoor is het vermijden van verwarring met de woonwijk Veldhuizen in De Meern.
Bovendien is 'buurtschap Veldhuizen' een onjuiste benaming voor dit gebied, dat vroeger Reijerscop-Lichtenberg heette en deel uitmaakte van het gerecht Veldhuizen, Bijleveld, Rosweide en Reijerscop-Lichtenberg. Later is hieruit de gemeente Veldhuizen voortgekomen. Daarvan was Reijerscop-Lichtenberg slechts een deel. Ook was en is Reijerscop-Lichtenberg geen op zichzelf staande buurtschap, maar deel van de buurtschap Reijersop. Dit Reijerscop was vroeger verdeeld over vier gerechten en thans over twee gemeenten.     